# Pfarrkirche Falkenstein (Niederösterreich)

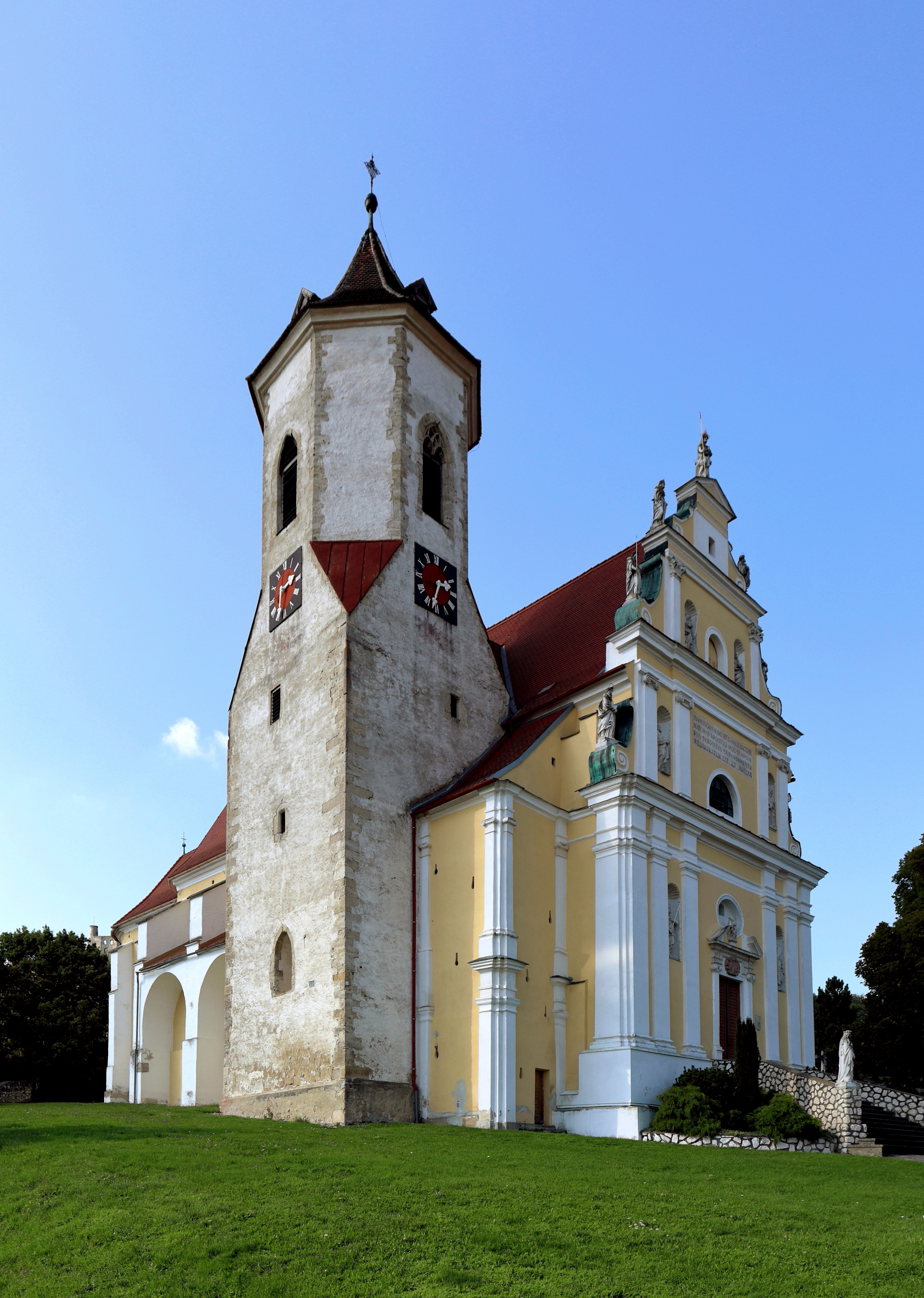
Südostansicht der Kirche

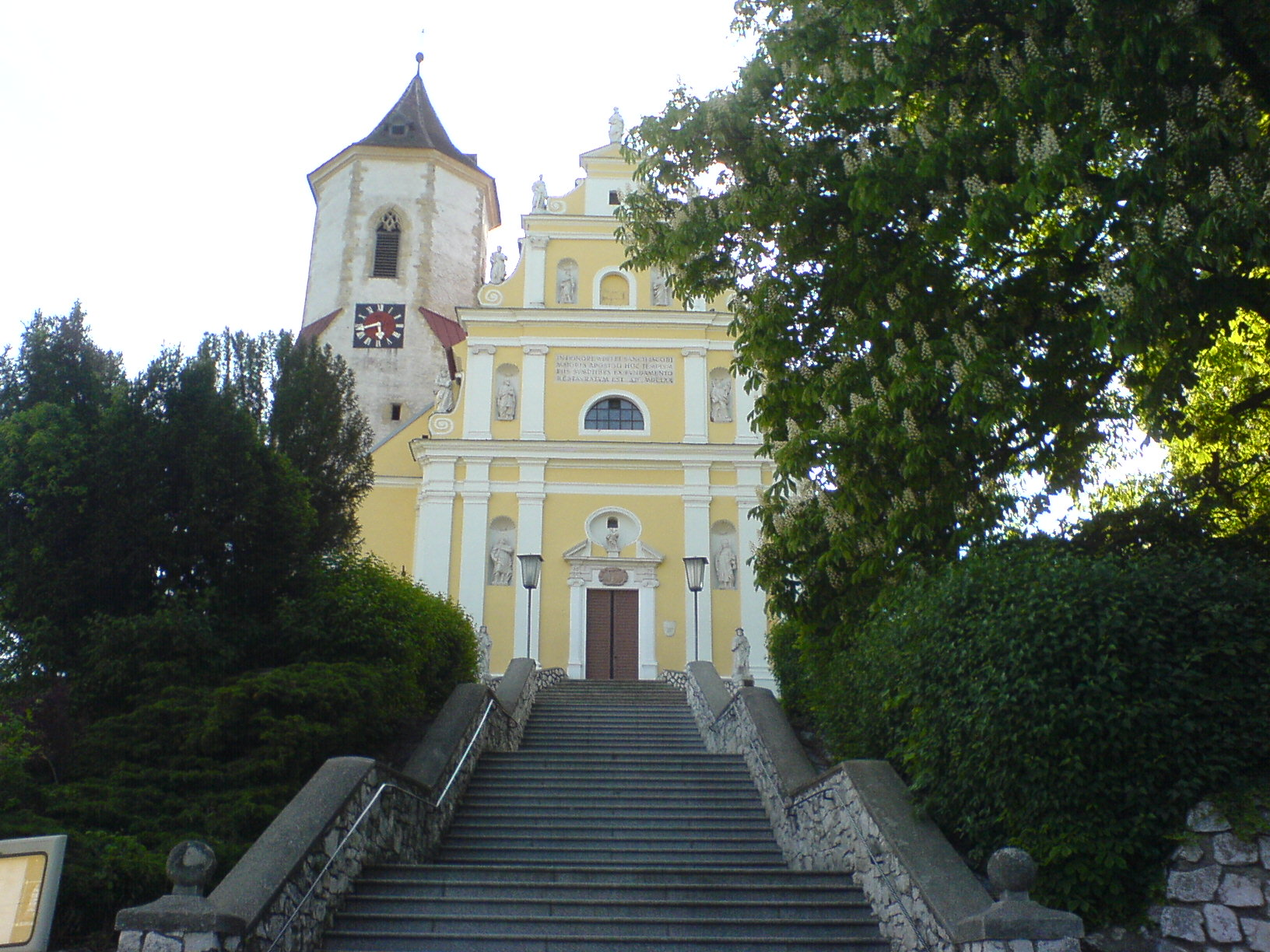
Freitreppe zur Ostfassade der Kirche

Die römisch-katholische Pfarrkirche Falkenstein (Patrozinium: hl. Jakobus der Ältere) ist eine frühbarocke, nach Westen ausgerichtete Saalkirche mit Südostturm. Sie steht, dominierend und in erhöhter Lage, nordwestlich der Ortsmitte vor der Burg von Falkenstein in Niederösterreich. Die Pfarre gehört zum Dekanat Poysdorf im Vikariat Unter dem Manhartsberg und steht gemäß Verordnung des Bundesdenkmalamtes unter Denkmalschutz.

## Pfarrgeschichte
Die Pfarre wurde um das Jahr 1050 gemeinsam mit der Burg Falkenstein errichtet und gemeinsam mit dieser 1120/22 erstmals urkundlich im Zusammenhang mit dem Stift Klosterneuburg erwähnt. Im Jahre 1135 wurde sie als eine der 13 Babenbergischen Eigenpfarren genannt, der etwa 20 Pfarren der Umgebung angehörten.
An der Wende vom 15. zum 16. Jahrhundert wurde es notwendig, die wirtschaftliche Stellung des Stiftes Kremsmünster zu bessern, sodass sich Abt Johannes I. Schrein (1505–1524) nach seinem Amtsantritt genötigt sah, König Maximilian I. zu bitten, dem Kloster eine mit Weinzehent versehene Pfarre zu verleihen. Am 5. März 1506 überließ Maximilian I. dem Kloster die Pfarre Falkenstein im Tausch gegen die Patronatsrechte über die Welser Stadtpfarre. Der Tausch der beiden Pfarren, von denen Falkenstein weltlichen und die Pfarre Wels geistlichen Patronats war, sowie die erstrebte Vollinkorporation von Falkenstein, erforderten die Umwandlung der Patronatsrechte und somit die Zustimmung des Vatikans. In einer Bulle vom 27. November 1506 inkorporierte Papst Julius II. Falkenstein dem Stift Kremsmünster.
Es stellte sich jedoch bald heraus, dass die materiellen Erwartungen des Klosters nicht erfüllt werden konnten. Dies und die räumliche Entfernung führten dazu, dass Kremsmünster die Pfarre wieder loszuwerden suchte. Abt Erhard Voit (1571–1588) richtete am 12. September 1577 ein Bittgesuch an Kaiser Rudolf II., den eventuellen Verkauf Falkensteins zu bewilligen und eine Kommission nach Falkenstein zu schicken, um den Verkauf anzubahnen. Der Kaiser entsprach diesem Wunsch und im Jahre 1578 begannen die Verhandlungen mit Hans Freiherr von Trautson, dem Inhaber der Herrschaft Falkenstein. Sie zogen sich wegen erheblicher Differenzen um den Kaufpreis drei Jahre lang hin, bis schließlich am 23. Oktober 1581 der Kaufvertrag unterzeichnet wurde und die Herrschaft Falkenstein-Poysdorf wieder in den Besitz der Pfarre gelangte.
Unter Kaiser Joseph II. erfolgte eine schrittweise Trennung von Filialgemeinden von der Mutterpfarre, bis am 1. Mai 1784 die letzten sieben Pfarren von Falkenstein getrennt wurden.
Nördlich der Pfarrkirche, auf dem Gelände des heutigen Friedhofes, standen bis zum Ende des 18. Jahrhunderts zwei weitere Kirchen: die Georgskirche und die Frauen- oder Kreuzkirche, die sich dort befand, wo heute die Familiengruft der Grafen von Falkenstein steht. Beide Kirchen existieren nicht mehr. Die Frauen- oder Kreuzkirche wurde auf Befehl von Kaiser Joseph II. im Jahre 1789 abgebrochen. Von der ehemals wehrhaften Friedhofsmauer sind nur mehr Reste im Südwesten erhalten.
Derzeit (2014) gehört die Pfarre dem Pfarrverband Poysbrunn an, von wo aus sie betreut wird.

## Baugeschichte
Um das Jahr 1670 entstand unter teilweiser Verwendung mittelalterlichen Mauerwerks eines Vorgängerbaues aus der Mitte des 13. Jahrhunderts nach dreizehnjähriger Bauzeit die frühbarocke Pfarrkirche in ihrer heutigen Form. Von diesem Vorgängerbau ist der Südostturm mit romanischen Untergeschoßen und gotischem Obergeschoß sowie gotische Strebepfeiler am Chor und teilweise am Langhaus erhalten.
Das Baumaterial für den Kirchenbau stellte der Kirchenpatron zur Verfügung, die Baukosten von zehntausend Gulden wurden durch eine jährliche Mostsammlung in Falkenstein und den Filialgemeinden aufgebracht. Die Weihe des Kirchenneubaues erfolgte am 7. August 1678. Im Jahre 1744 zerstörte ein Brand das ursprünglich steilere und höhere Dach des Turmes.

## Baubeschreibung

### Außen

#### Fassade

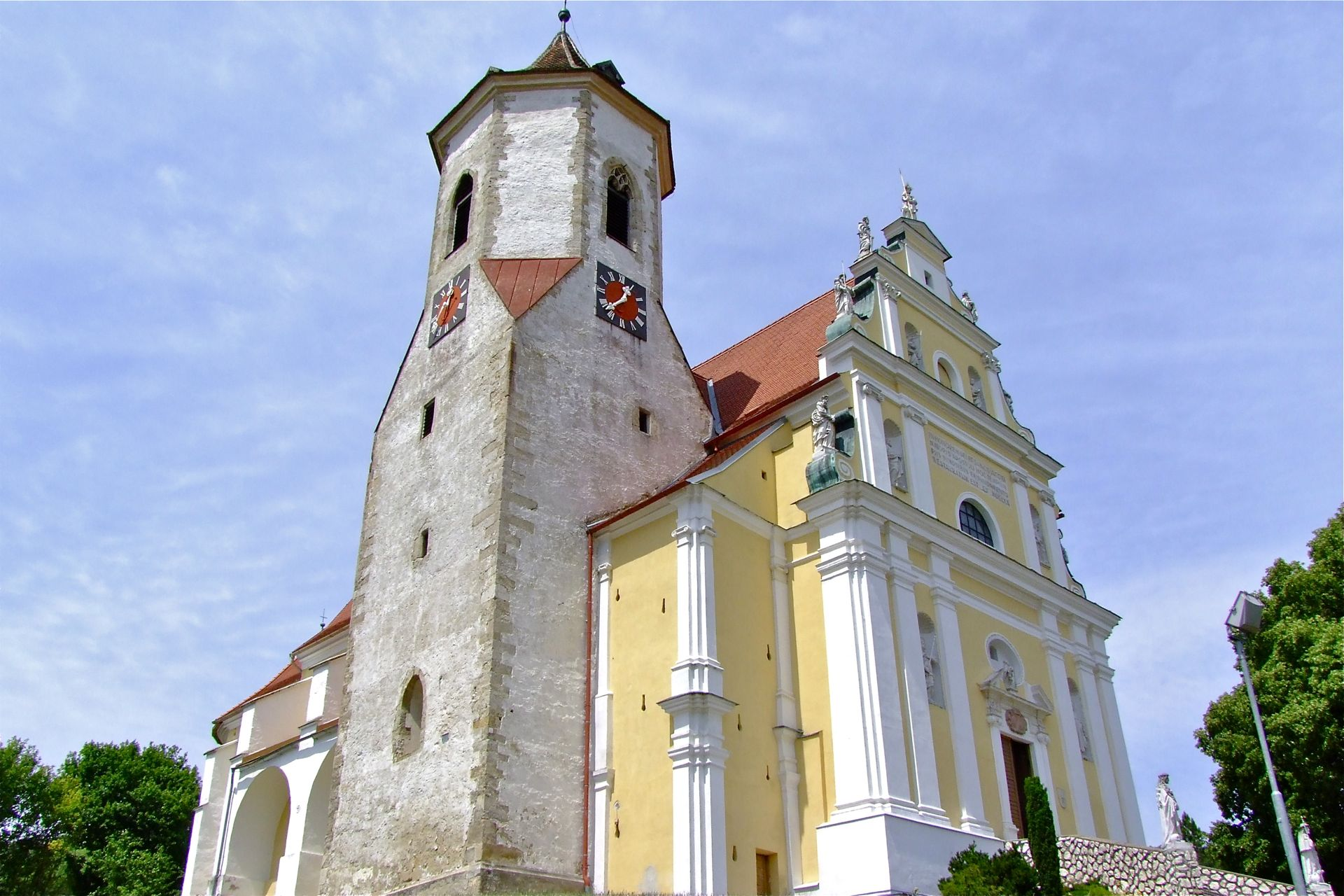
Die Südfassade mit Südostturm, angebautem Treppenhaus und Arkaden über Strebepfeilern

Eine Freitreppe mit Stauen der Heiligen Rochus und Rosalia aus dem Ende des 17. Jahrhunderts führt zur hohen frühbarocken Ostfassade, deren Hauptgeschoß durch dorische Doppelpilaster und verkröpfte Gesimse gegliedert ist. Über einem durchgehenden Gebälk erhebt sich ein mächtiger dreigeschoßiger Giebelaufbau, dessen Gliederung durch ionische und korinthische Pilaster und Gebälk gegeben ist. In Rundbogennischen der Giebelgeschoße und auf den seitlichen Voluten befinden sich Statuen der Zwölf Apostel. Die Giebelspitze wird von einer Christusstatue bekrönt.
Ionische Pilaster rahmen das Rechteckportal, in dessen Sturzfeld sich ein Allianzwappen des Patronatsherrn Graf Paul Sixtus II. von Trautson (1633–1678) und seiner Ehefrau Maria Katharina von Königsegg-Aulendorf (1640–1679) sowie die Inschrift „1615 – 1670“ befinden. Im gesprengten Giebel des Portals steht eine Steinplastik der Madonna mit Kind. Über einem Lünettenfenster des ersten Geschoßes im Giebelaufbau ist eine Bauinschrift aus dem Jahre 1670 angebracht.

#### Langhaus
Unter steilen Satteldächern erstreckt sich das Langhaus mit eingezogenem Chor und Rundabschluss im Westen und einer reich gegliederten Ostfassade. Der Chor erhält sein Licht durch Rundbogenfenster in tiefer Laibung. An den Umfassungsmauern im Norden und Süden befinden sich hohe Strebepfeiler, die auf Sockeln aufsetzen und teilweise noch vom mittelalterlichen Vorgängerbau stammen. So wurde am südwestlichen Strebepfeiler gotisches Quadermauerwerk freigelegt. Die Strebepfeiler sind durch tiefe Arkaden verbunden, die etwa in zwei Drittel Höhe der Pfeiler ansetzen und durch Pultdächer abgeschlossen werden. An der Nordfassade des Langhauses sind zwei Zubauten.

#### Turm
Die unteren drei Geschoße des mächtigen 37 Meter hohen ehemaligen Wehrturms im Südosten des Langschiffes stammen vom Vorgängerbau aus dem 13. Jahrhundert. Sie haben Ortsteingliederung und sind mit Schlitz- und Rechteckfenstern versehen. Die unteren Geschoße mit quadratischem Grundriss gehen mit schrägen Dachzwickeln in das oktogonale Schallgeschoß über, das vermutlich aus dem 15. Jahrhundert stammt, mit spitzbogigen Maßwerkfenstern versehen ist und durch ein achtseitiges Zeltdach abgeschlossen wird. Unterhalb der Maßwerkfenster befinden sich Turmuhren. Ein Treppenhaus mit vierläufiger Treppe um einen Mittelpfeiler wurde an der Ostseite des Turmes angebaut und durch eine Pilastergliederung der frühbarocken Fassade des Langhauses angeglichen. Das Treppenhaus hat Schlüsselscharten und wird durch ein Pultdach abgeschlossen, das an der Südfassade des Langschiffes ansetzt.

### Innen

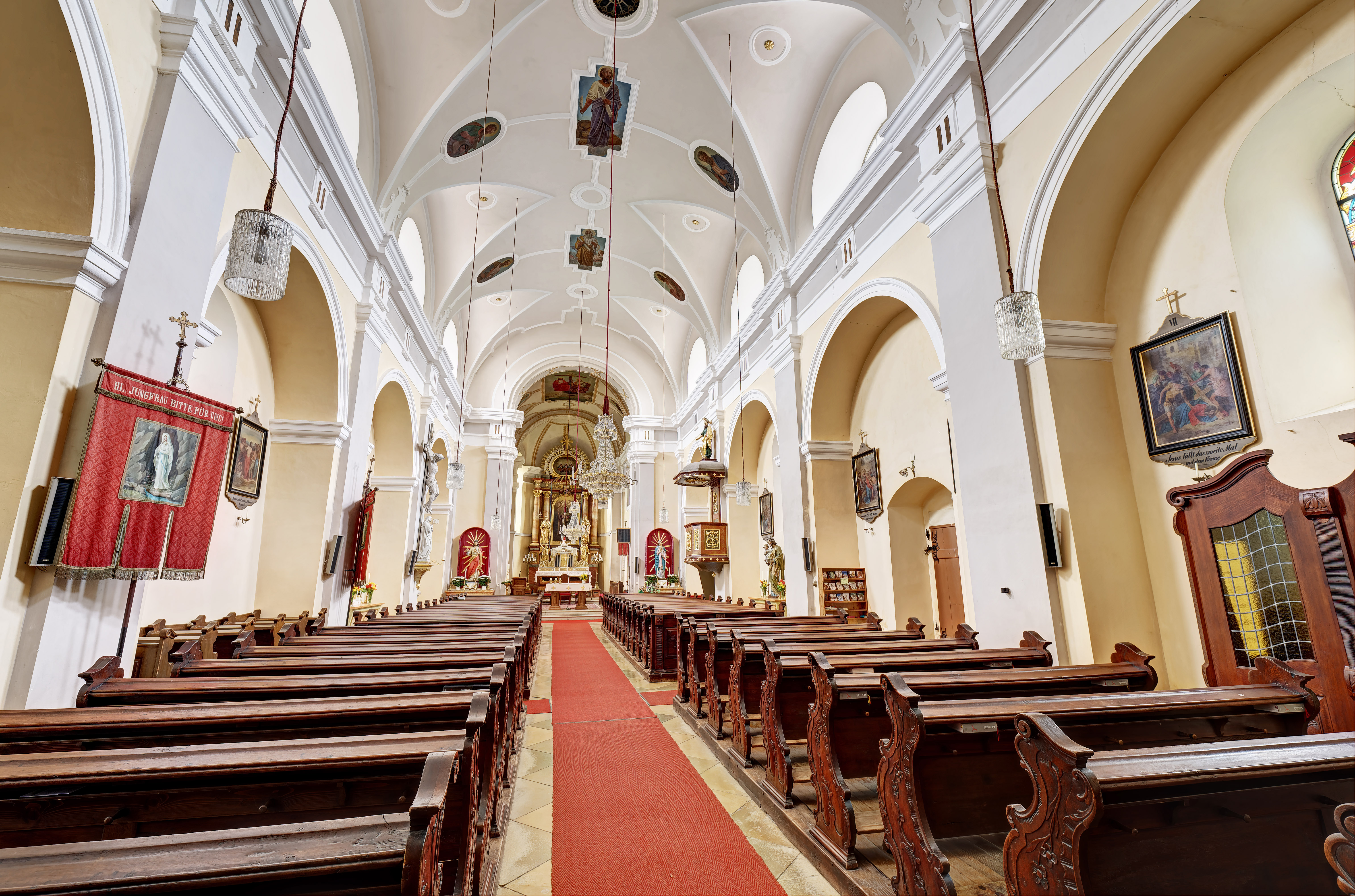
Einblick in das Langhaus nach Westen

Der Boden der Kirche wurde im Jahre 1773 mit großen Platten aus Kelheimer Kalkstein gepflastert.
Das vierjochige Langhaus mit schmälerem Emporenjoch im Osten wird nach Westen durch einen rundbogigen eingezogenen Triumphbogen abgeschlossen, der den Übergang zum zweijochigen Chor mit Rundschluss bildet.
Die dreiachsige Empore ruht auf zwei toskanischer Säulen über einem Kreuzgratgewölbe aus dem 17. Jahrhundert und wird durch eine Wendeltreppe an der Nordostecke erschlossen.
An beiden Seiten des Langhauses befinden sich Rundbogennischen zwischen Wandpfeilern mit vorgeblendeten Pilastern. Das Stichkappengewölbe ist mit Stuckgraten in Rechteck- und Kreisformen kassettenförmig gegliedert. Der Triumphbogen ist mit einer stuckierten Laibung ausgestattet.
Der Chor wird von einem Tonnengewölbe mit Stichkappen über Gurtbögen auf Pilastern abgeschlossen. An der Decke ist ein stuckiertes Spiegelfeld mit Blattwerk- und Perlstabdekor.
Die Decke der Sakristei stammt aus dem dritten Viertel des 17. Jahrhunderts und ist in den Formen des Chorgewölbes ausgeführt.
Das Innere des Turmes und seine Einrichtung als Wehr- und Bergungsturm sind erhalten. Die ehemalige Sakristei im Erdgeschoß wird von gotischen Rippengewölben auf reliefierten Konsolen aus dem 14. Jahrhundert abgeschlossen. Das erste Obergeschoß war ursprünglich nur über eine Leiter durch eine erhaltene romanische Tür erreichbar und diente als Schatzkammer zur Aufbewahrung von Wertsachen und Kriegsgeräten.

## Ausstattung

### Chor

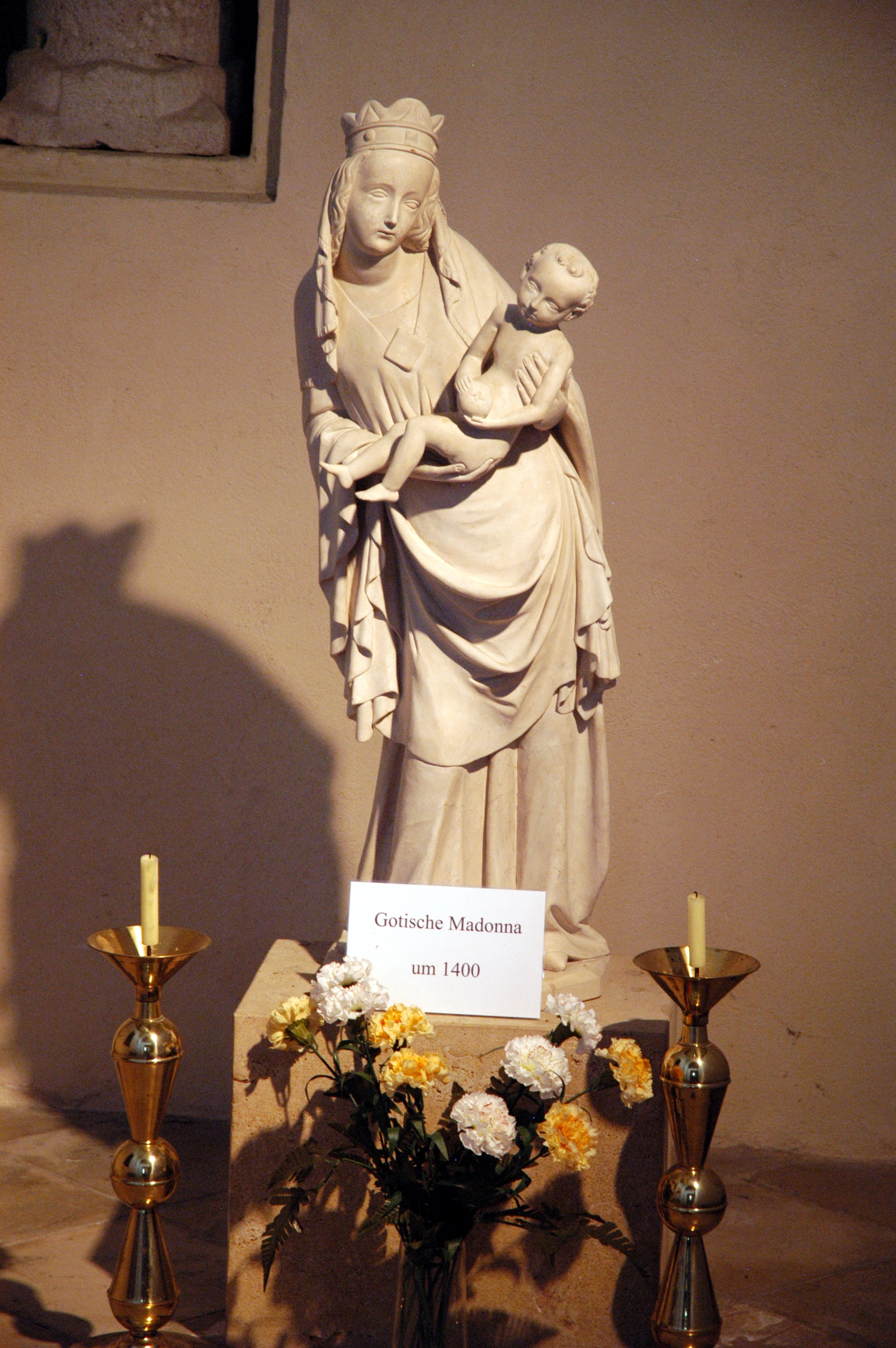
Madonna mit Kind (um 1400)

Die Deckengemälde stammen aus dem Jahre 1909 und stellen die Heiligen Klemens Maria Hofbauer und Leopold sowie die heilige Dreifaltigkeit dar.
Der Hochaltar besteht aus einem neobarocken Doppelsäulenretabel mit geradem Gebälk und wurde laut einem angebrachten Chronogramm im Jahre 1862 von Familie Vrints gestiftet. Das Altarblatt zeigt den heiligen Jakobus als Pilger und auf dem Aufsatzbild aus dem dritten Viertel des 17. Jahrhunderts ist die heilige Dreifaltigkeit in drei menschlichen Gestalten dargestellt. Der Hochaltar wird von Schnitzfiguren der Heiligen Petrus und Paulus flankiert.
Die Glasfenster sind mit „1902“ und „1931“ bezeichnet und wurden nach Entwürfen von Karl Holey gefertigt.
Das südliche Chorgestühl wurde im Jahre 1770 gefertigt, das nördliche stammt aus dem 19. Jahrhundert.

### Langhaus
Die Deckengemälde stammen aus dem Jahre 1909 und zeigen neben den vier Evangelisten in der Mitte die zwölf Apostel in Ovalbildern.
Die Einrichtung des Langhauses besteht aus 45 Kniebänken aus dem Jahre 1773, welche aus Eichenholz gefertigt und geschnitzt sind.
Die neugotischen Seitenaltäre zu beiden Seiten des Triumphbogens, „Herz–Jesu“ (links) und „Herz–Maria“ (rechts), stammen aus dem Jahre 1867, zwei Nebenaltäre in den großen Seitennischen, „Maria Lourdes“ (links) und „Heiliger Josef“ (rechts), wurden im Jahre 1892 geschaffen.
An der rechten Seite des Langhauses befindet sich die Kanzel aus dem dritten Viertel des 18. Jahrhunderts. Auf dem Schalldeckel ist eine Schnitzfigur des heiligen Jakobus angebracht. Gegenüber hängt ein später überarbeitetes Kruzifix aus dem Anfang des 16. Jahrhunderts, darunter eine barocke Konsolstatue der Mater Dolorosa aus dem 18. Jahrhundert.
Im Turmerdgeschoß befindet sich die Statue einer gotischen Madonna mit Kind aus Sandstein aus der Zeit um das Jahr 1400, die im Jahre 1990 restauriert wurde. In der nördlichen Vorhalle hängt ein Kruzifix, das aus der Zeit um 1700 stammt.
Luster aus dem Jahre 1830, zwei barocke Leinwandbilder der Heiligen Familie aus dem 18. Jahrhundert und die Kopie eines Mariahilf–Bildes aus dem 18. Jahrhundert vervollständigen die Ausstattung.

### Orgel

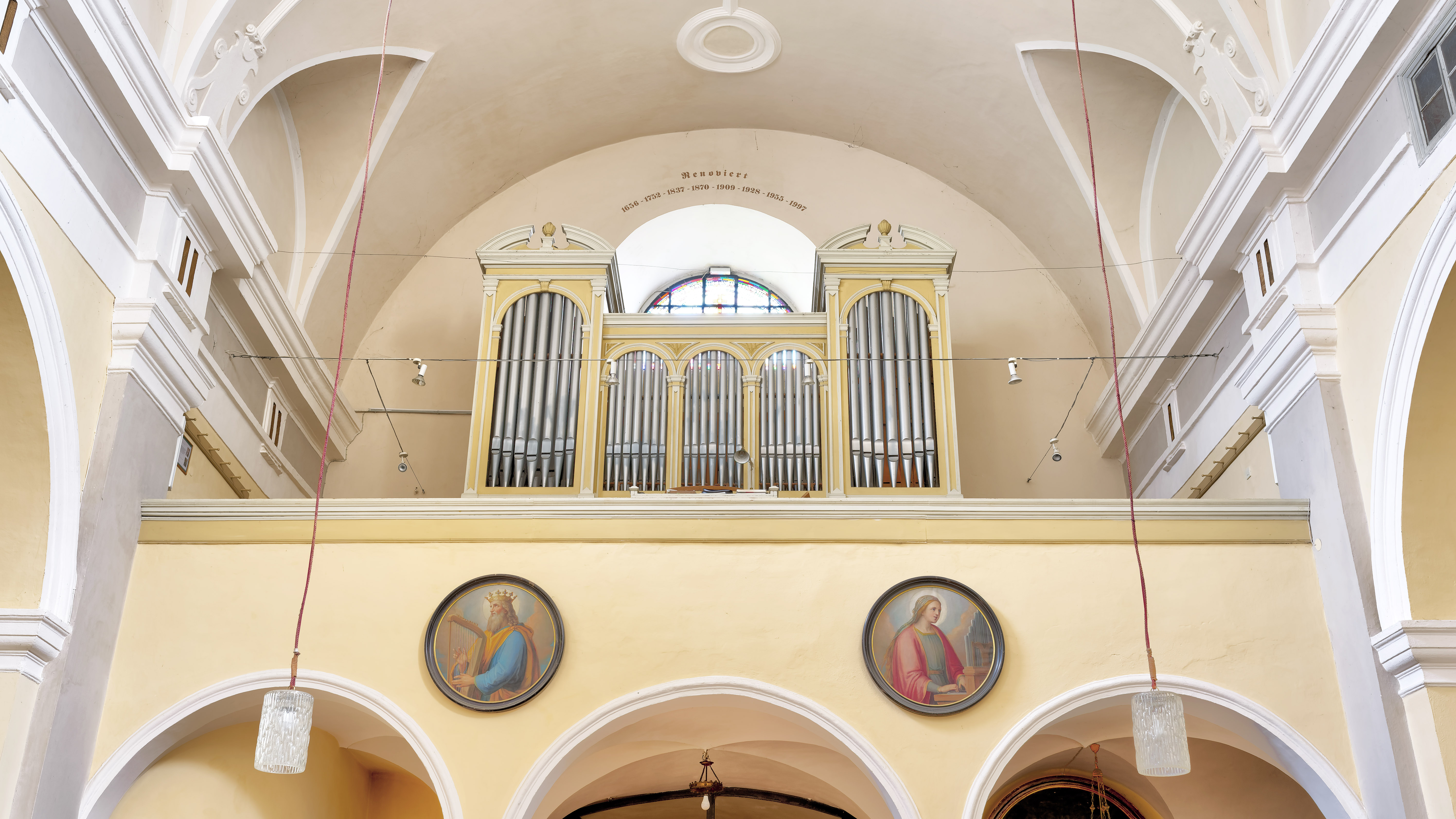
Ansicht der Empore mit dem Orgelprospekt

Die Orgel aus dem Jahre 1914 stammt aus der Werkstätte von Johann M. Kauffmann aus Wien.

### Glocken
Das Salve Regina–Geläute wurde im Jahre 1947/48 von Josef Pfundner in Wien gegossen und mit Spenden der Gläubigen finanziert. Es besteht aus vier Bronzeglocken mit einem Gesamtgewicht von 1419 kg, die den Heiligen Jakobus, Florian und Urban sowie der Muttergottes geweiht sind.